# Micracosmeryx
Micracosmeryx är ett släkte av fjärilar. Micracosmeryx ingår i familjen svärmare.
Kladogram enligt Catalogue of Life:
| Micracosmeryx | \| \| Micracosmeryx chaochauensis \| \| \| \| \| \| Micracosmeryx macroglossoides \| \| \| \| |
|               | \| \| Micracosmeryx chaochauensis \| \| \| \| \| \| Micracosmeryx macroglossoides \| \| \| \| |
|               | Micracosmeryx chaochauensis                                                                   |
|               |                                                                                               |
|               | Micracosmeryx macroglossoides                                                                 |
|               |                                                                                               |